# Strobilanthes sumatranus
Strobilanthes sumatranus är en akantusväxtart som beskrevs av Friedrich Anton Wilhelm Miquel. Strobilanthes sumatranus ingår i släktet Strobilanthes och familjen akantusväxter. Inga underarter finns listade i Catalogue of Life.